# Jamil Muhammad
Jamil Muhammad (12 novembre 2000) è un calciatore nigeriano, centrocampista dello Sporting Lagos.

## Caratteristiche tecniche
È un centrocampista centrale.

## Carriera

### Club
Nel 2016 ha esordito nella prima divisione nigeriana con i Kano Pillars, club con il quale nella stagione 2020-2021 ha anche realizzato una rete in 2 presenze nella Coppa della Confederazione CAF.

### Nazionale
Con la nazionale Under-20 nigeriana ha preso parte alla Coppa delle Nazioni Africane Under-20 2019 ed al campionato mondiale di calcio Under-20 2019.

## Palmarès

### Club

#### Competizioni nazionali
- Coppa di Nigeria: 1

Kano Pillars: 2019